# 近藤巨士
近藤 巨士（こんどう ひろし、1930年（昭和5年）4月15日 - 1952年（昭和27年）5月6日）は昭和時代の学生運動家。法政大学文学部哲学科3年生。戦後の学生運動における最初の犠牲者。

## 略歴
1930年（昭和5年）4月15日、北海道に生まれる。法政大学に入学。教養部時代に文学部委員長、ついで自治会副委員長となる。反戦学生同盟に入り、1950年（昭和25年）にアメリカ占領軍が進めたレッド・パージの反対闘争に参加した。正しい認識と正しい実践の間で思い悩む哲学青年だったという。
1952年（昭和27年）5月1日の第23回メーデーにおいて全学連のデモ隊に参加、皇居前広場で警官隊と衝突して重傷を負い、慈恵医大病院に入院する。警察の取調べを受け、その5日後の1952年（昭和27年）5月6日に死亡した。直接の死因は頭蓋骨骨折。血のメーデー事件といわれ、戦後学生運動の最初の犠牲者となった。
5月24日に都学連葬が東京大学で、学生葬が法政大学で行われ、末川博や淡徳三郎などから弔辞が寄せられた。
一方、法大総長大内兵衛は近藤の死について「個人的には大変お気の毒」としながらも学生がデモに参加する必要はなく、学校としては何とも考えていないとの見解を示した。

## 参考
- デジタル版 日本人名大辞典+Plus　近藤巨士
- 20世紀日本人名事典-近藤巨士
- 法政大学戦後五〇年史編纂委員会 『法政大学と戦後五〇年』 法政大学、2004年